# Тучаль
Туча́ль (перс. توچال‎ [tučāl]) — горнолыжный курорт и спортивно-развлекательный комплекс в Иране.

## География
Горнолыжный комплекс Тучаль расположен в шахрестане Шемиранат остана Тегеран на южном склоне гор Эльбурс в 3 км к северо-востоку от Тегерана.

## Инфраструктура
Комплекс оборудован 3 кресельными, 3 гондольными и одним бугельным подъёмниками общей длиной 7500 метров.
Горнолыжный комплекс располагает тремя отдельными трассами: первая из которых расположена на вершине, вторая на западном склоне и третья — между седьмой и пятой станциями.
Верхняя трасса начинается на склоне горы Тучаль на высоте 3850 метров и заканчивается у отеля, построенного на высоте 3550 метров. Длина трассы — 1200 метров. На трассе работают один кресельный и один гондольный подъёмники. С учетом высоты, на которой расположена трасса, она быстро покрывается снегом и пригодна к использованию более 8 месяцев в году.
Протяженность трассы на западном склоне — 900 метров. Самая высокая точка находится на высоте 3750, а самая низкая — на высоте 3550 метров. Для передвижения лыжников предусмотрен кресельный подъёмник.
Протяженность трассы между седьмой и пятой станцией составляет около 5500 метров. Самая высокая точка находится на высоте 3750 метров, а самая низкая — на высоте 2940 метров у пятой станции.
Горнолыжный курорт «Тучаль» считается одним из самых оснащенных спортивных центров Ирана. На его территории расположен теннисный клуб, тир для стрельбы из лука, клубы банджи-джампинга, скейтбординга и пейнтбола. Кроме того, есть возможность заняться скалолазанием и терренкуром.

## Галерея

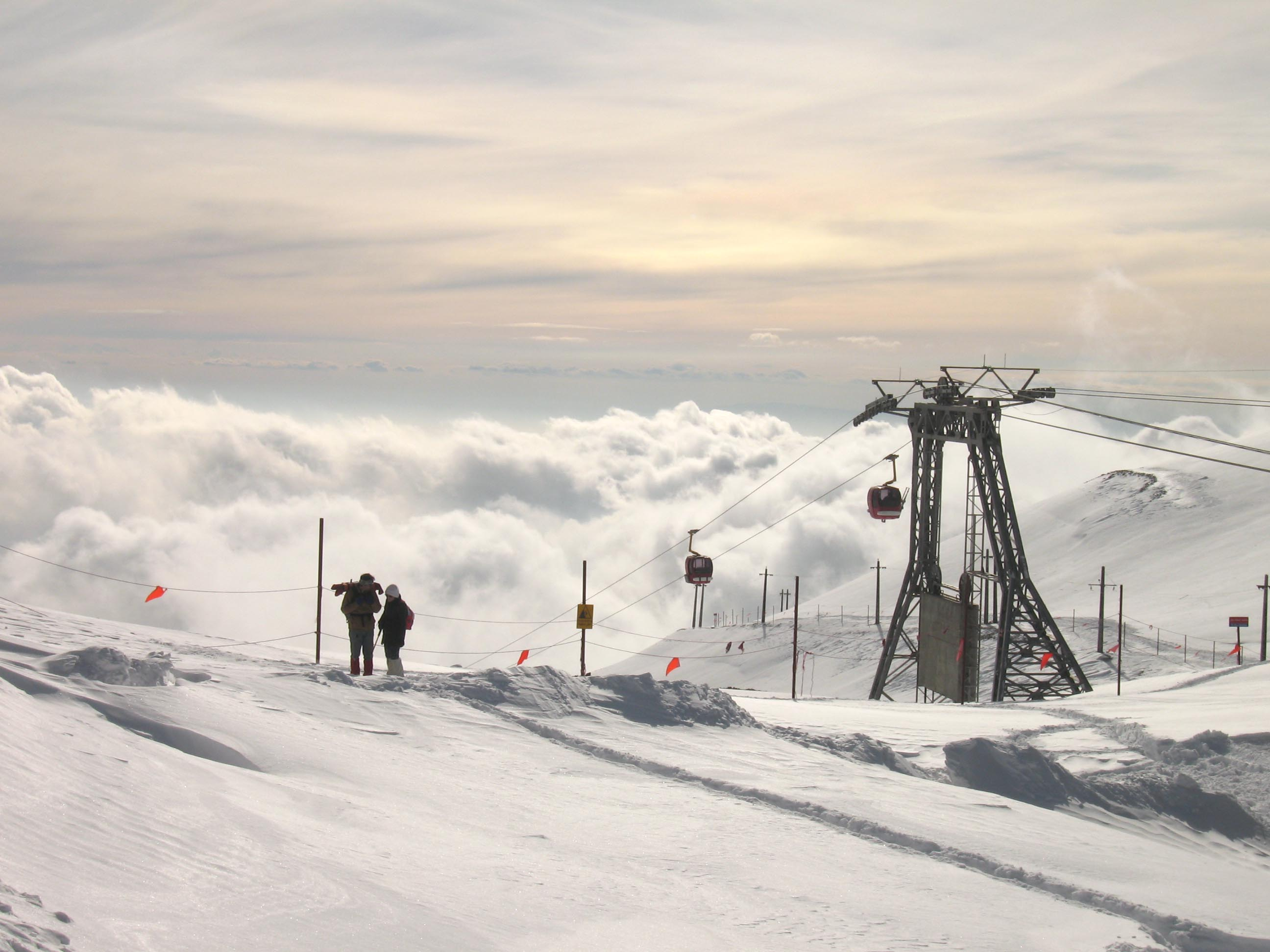
Седьмая станция; Тегеран в тумане
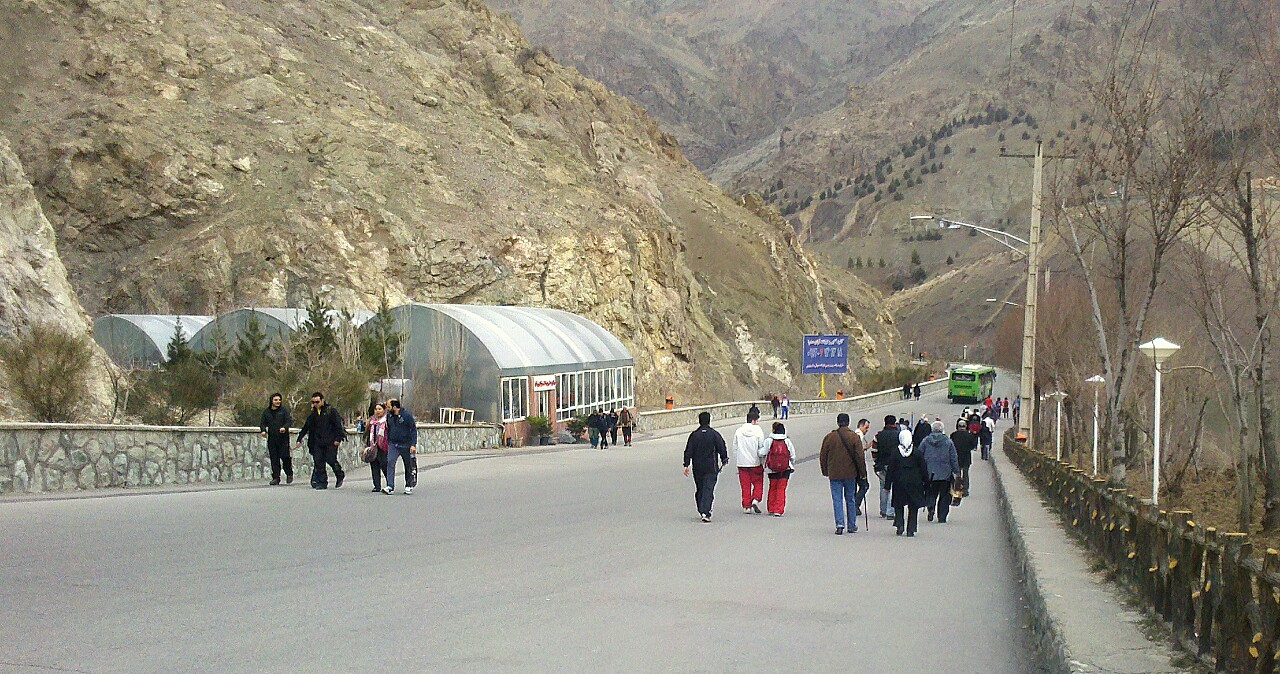
Подъём на комплекс.
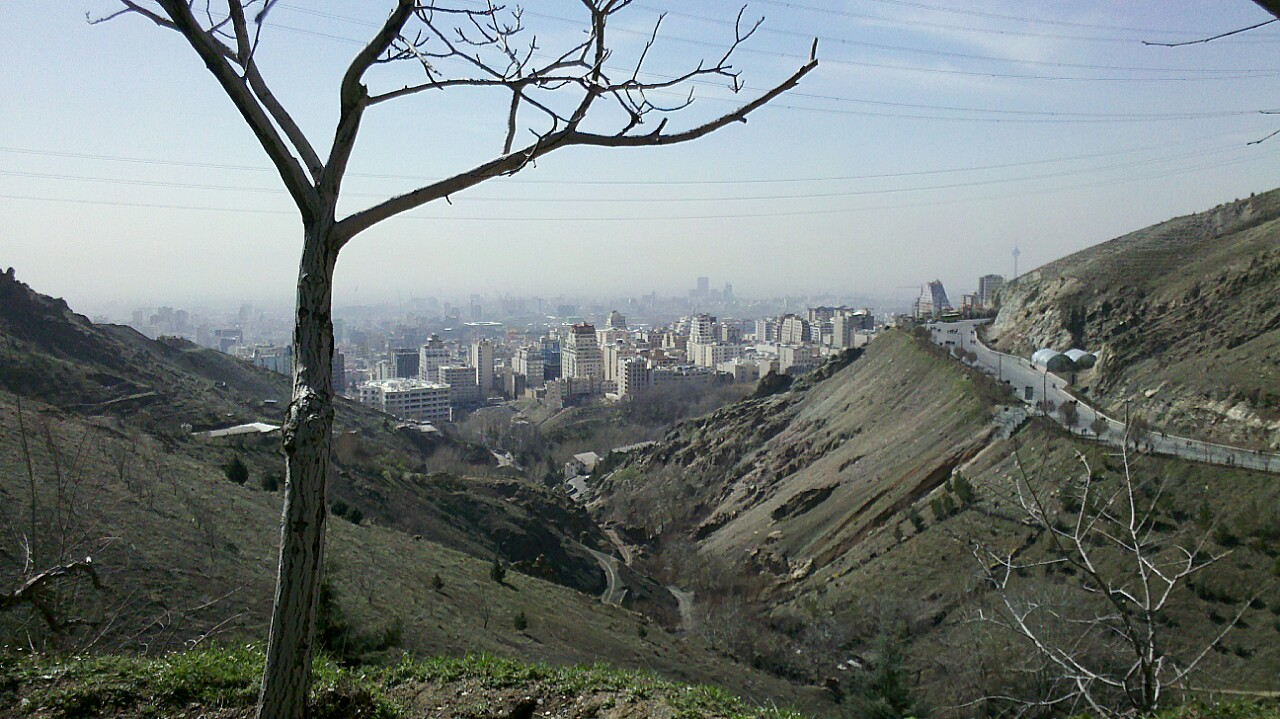
Панорама Тегерана от Тучаля.
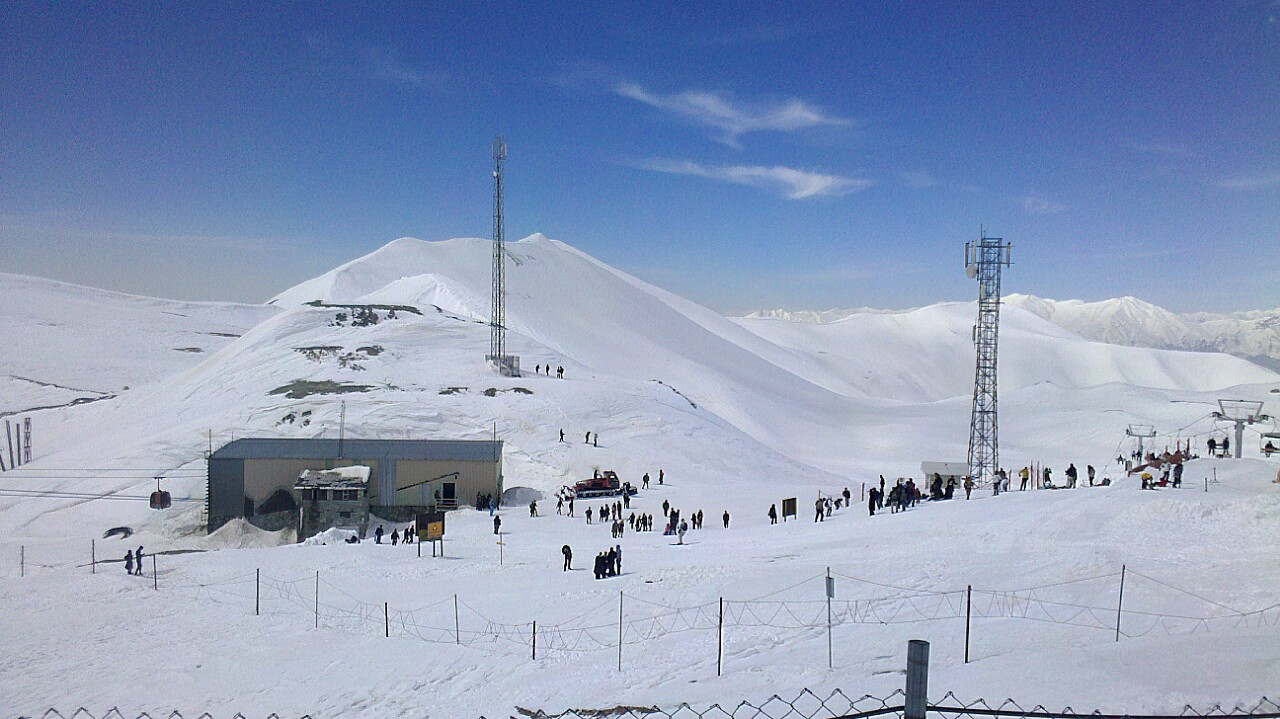
Седьмая станция и лыжная трасса.
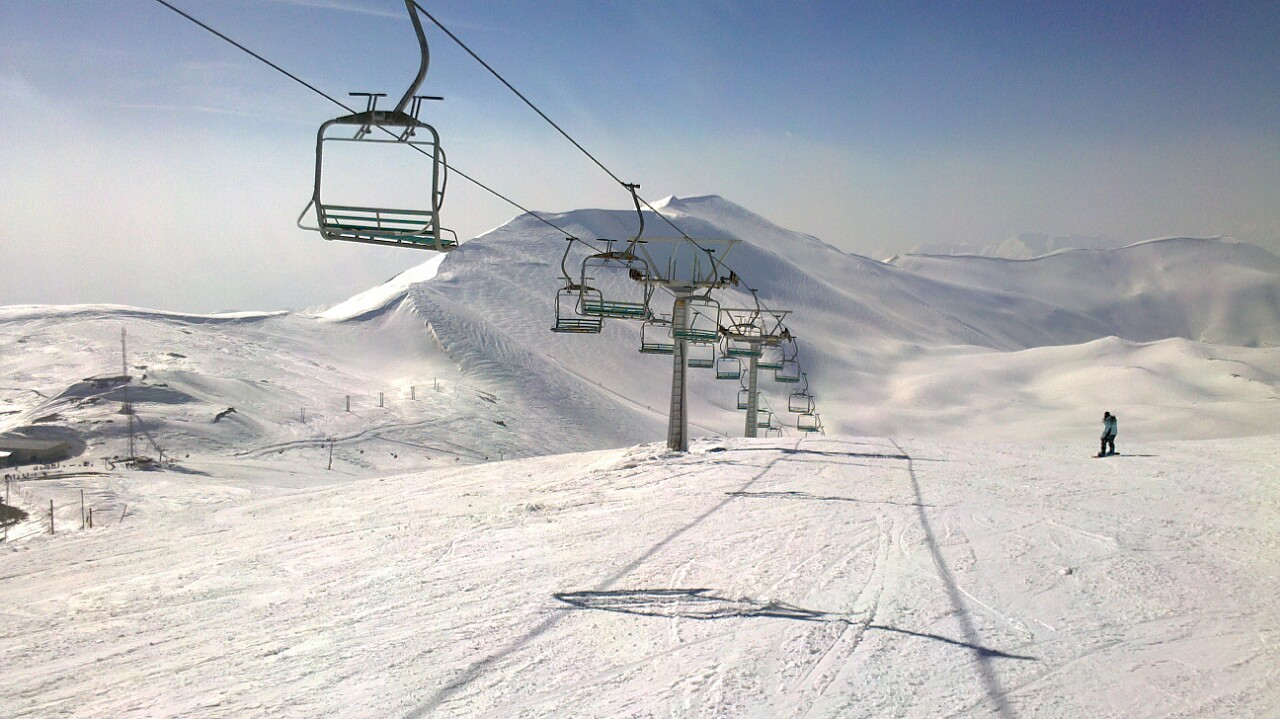
Лыжная трасса.
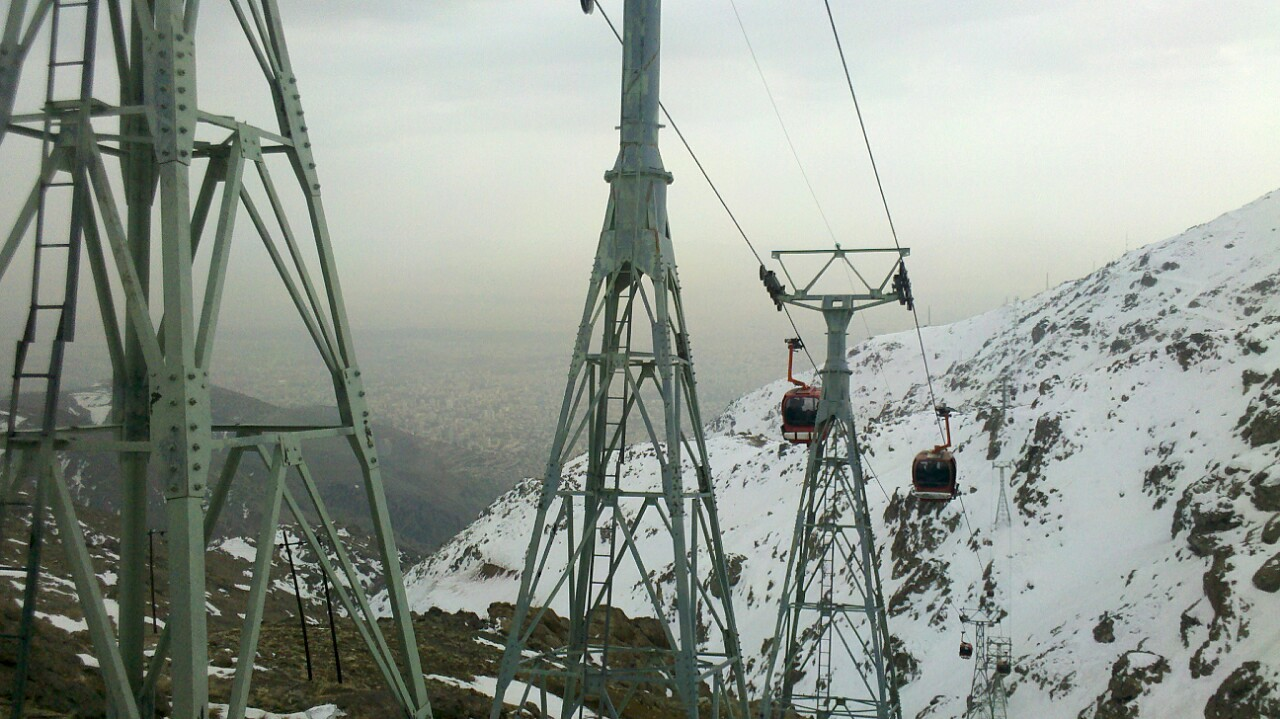
Канатная дорога между Пятой и Седьмой станциями.
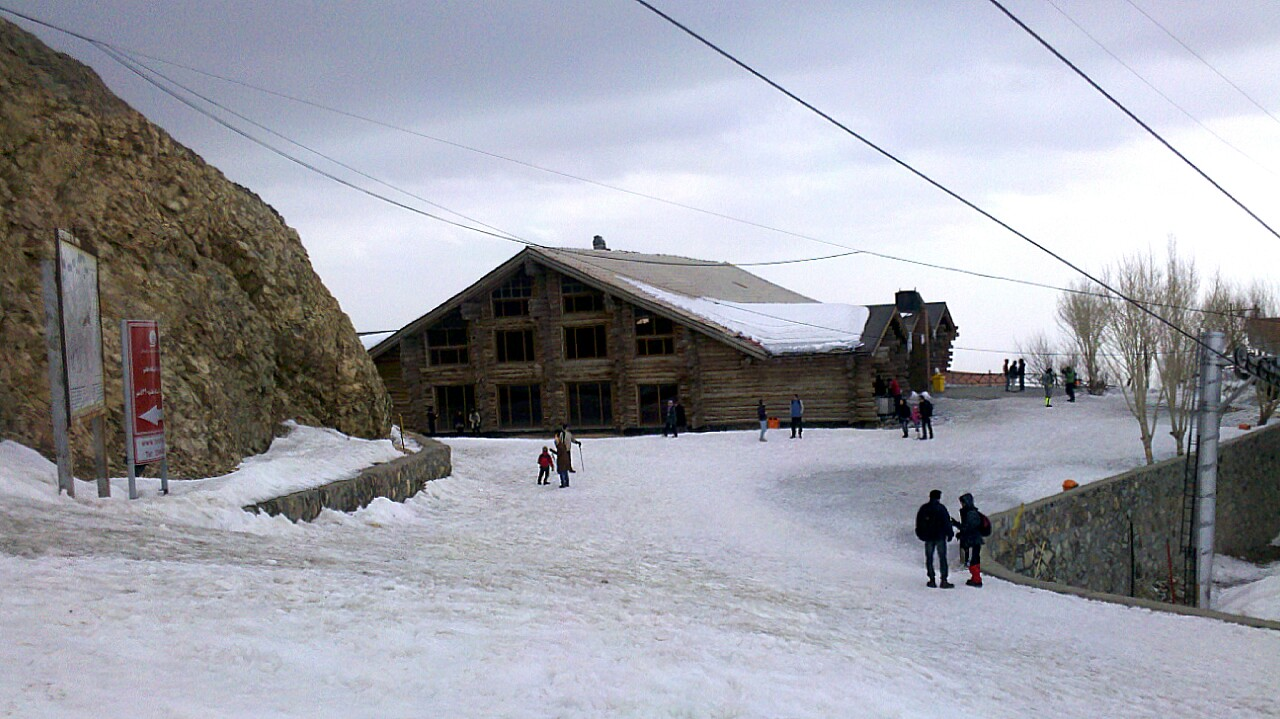
Отель на Пятой станции.
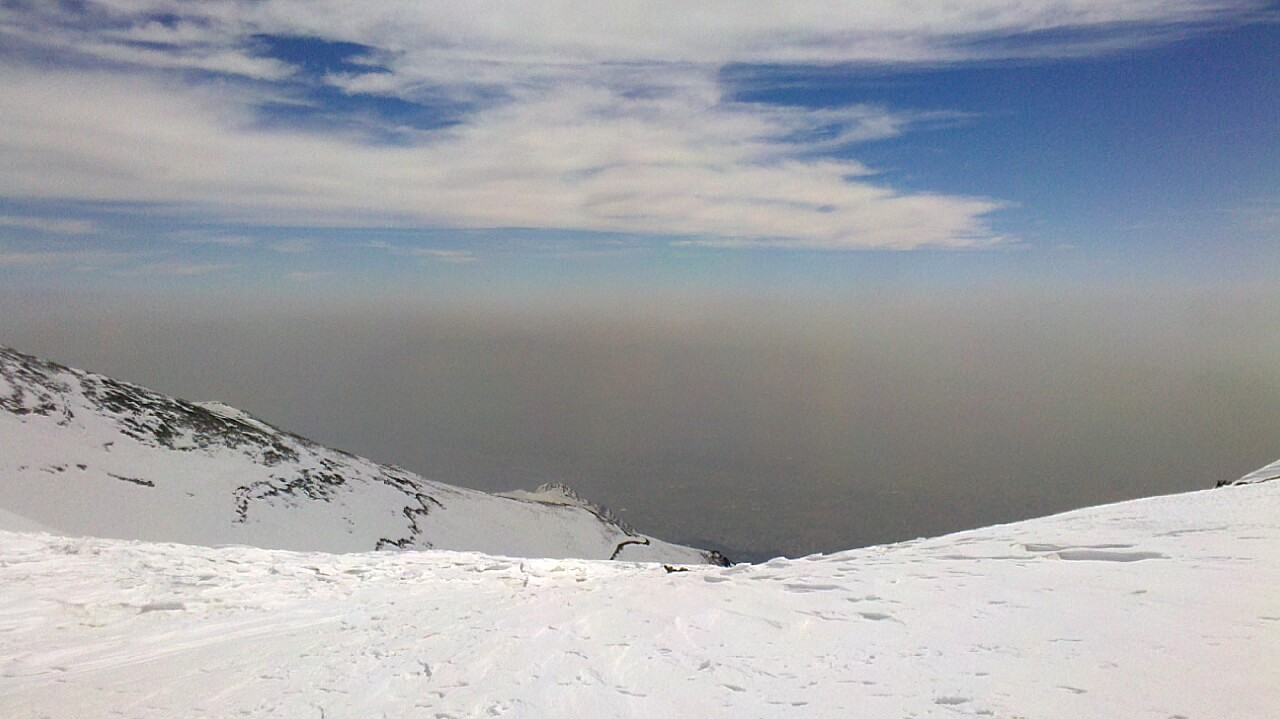
Панорама Тегерана с Седьмой станции.